# Paphiopedilum haynaldianum
Paphiopedilum haynaldianum (Пафиопедилюм Хейналда или Пафиопедилум Хейналда) — многолетнее трявянистое растение семейства Орхидные.
Вид не имеет устоявшегося русского названия.

## Синонимы
По данным Королевских ботанических садов в Кью:
- Cypripedium haynaldianum Rchb.f., 1874 basionym
- Cordula haynaldiana (Rchb.f.) Rolfe, 1912
- Paphiopedilum haynaldianum f. album Asher ex O.Gruss & Roeth, 2000

## Природныеразновидности
По данным Королевских ботанических садов в Кью разновидностей не имеет.
В культуре распространена альбиносная форма Paphiopedilum haynaldianum f. album

## Этимология
Вид назван в честь польского архиепископа Лайоша Хейналда.

## Биологическое описание
Побег симподиального типа, скрыт основаниями 6—7 листьев.
Листья ремневидные, равномерно зелёные, до 30 см в длину, 4—5 см в ширину.
Соцветие 2—8 цветковое, до 75 см длиной. Цветки открываются последовательно.
Цветки 10—16 см в диаметре. Окраска изменчива. Лучшие клоны имеют большее количество фиолетового на беловатом парусе. Ближайшая к основанию часть петалий желто-зеленая с несколькими большими фиолетово-коричневыми круглыми пятнами, в то время как отдалённая от основания часть расширена и бледного фиолетового цвета. Петалии могут располагаться и наклонно, и горизонтально, растения с горизонтальным петалиями считаются более интересными. В отличие от Paphiopedilum lowii имеет пятна и окрашенные прожилки на парусе.
Хромосомы 2n=26.

## Ареал, экологические особенности
Филиппины (два изолированных участка в центральной области острова Лусон и северная часть острова Негрос).
Литофиты, наземные растения, реже эпифиты в лесах на каменистых холмах и скалах, на высотах от уровня моря до 1500 метров над уровнем моря.
Цветение: январь — март.
С декабря по март засушливый период. Почва: гумус, лиственный опад. Диапазон температур: 16—22 °C. По другим данным средняя летняя дневная температура около 32 °C, зимняя ночная близка 0 °C.
Относится к числу охраняемых видов (I приложение CITES).

## В культуре

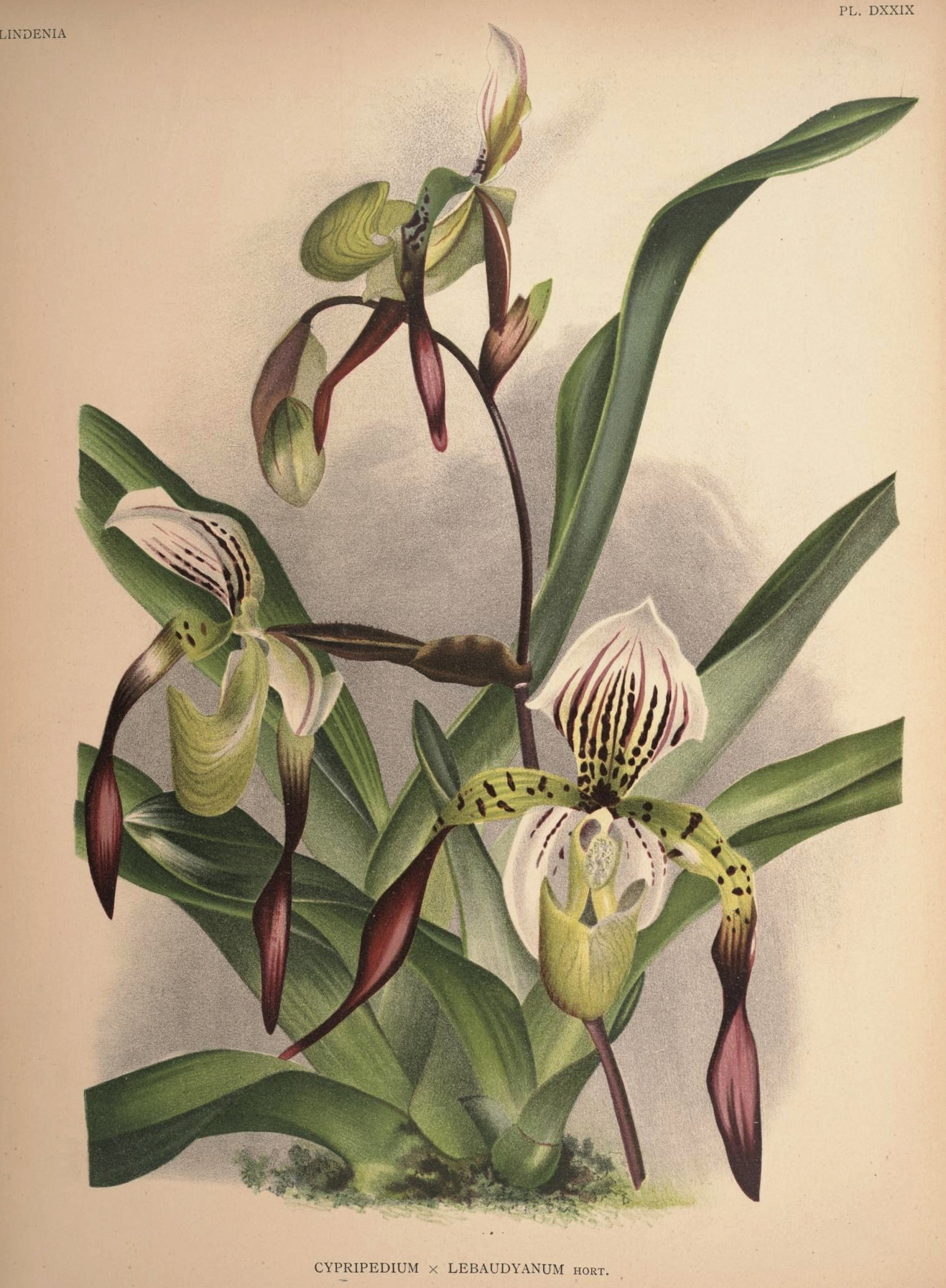
Cypripedium ×lebaudyanum
(= Paphiopedilum haynaldianum × Paphiopedilum philippinense). Ботаническая иллюстрация из книги
«Lindenia Iconographie des Orchidées», 1896 г.

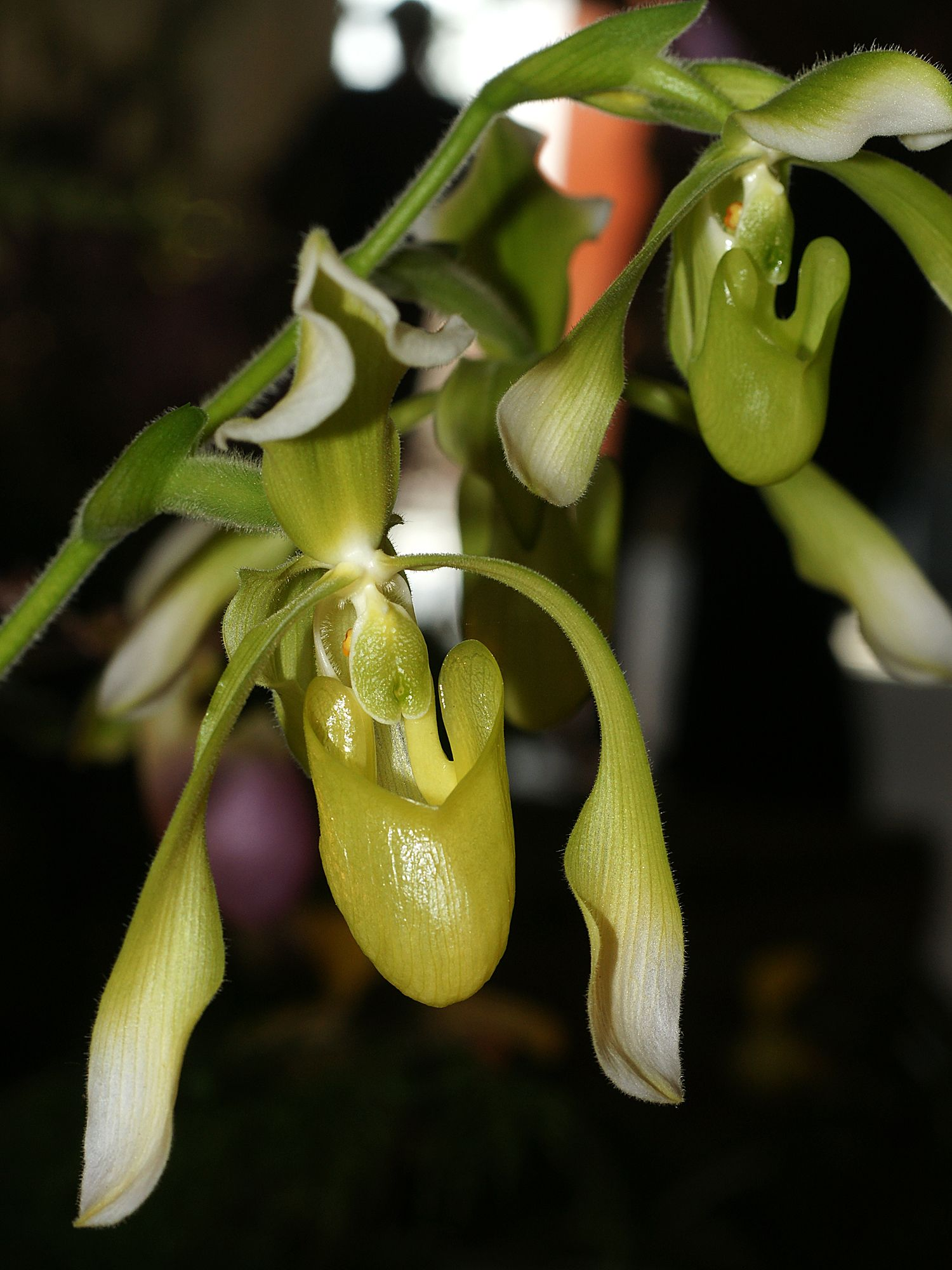
Paphiopedilum haynaldianum f. album

Культивируют в условиях яркого, отраженного или рассеянного света 2000-3000 FC.
Посадка в пластиковые и керамические горшки с несколькими дренажными отверстиями на дне, обеспечивающими равномерную просушку субстрата.
Частота полива подбирается таким образом, чтобы субстрат внутри горшка не успевал высохнуть полностью.
Основные компоненты субстрата: см. статью Paphiopedilum.
Крупные растения имеющие более 5 взрослых побегов могут цвести ежегодно. Частный опыт отдельных коллекционеров показывает более скромные результаты: 5 цветений за 22 года. Деление куртины на фрагменты состоящие из двух побегов отодвигают цветение на 3—5 лет.
Рекордный размер цветка — 19 см в поперечнике, зарегистрирован у Paph. haynaldianum 'Stones River' AM/AOS.
Некоторые известные клоны:
- Paph. haynaldianum 'Mayfield' AM/AOS
- Paph. haynaldianum 'Sheila' AM/AOS
- Paph. haynaldianum var. album 'Charles' FCC/AOS